# Maribo Miniby
Maribo Miniby eller Minibyen i Maribo er en miniaturepark, der ligger i Maribo midt på Lolland. Minibyen består af omkring 60 bygninger opført i skala 1:10 af huse fra mellem 1850 og 1900, der er opbygget som byen så ud i denne periode. Parken åbnede i 2011, men allerede i 1995 begyndte den frivillige forening, der i dag driver museet, at opføre bygningerne.